# Ciserano
Ciserano (lombardul: Ciserà) település Olaszországban, Lombardia régióban, Bergamo megyében. Lakosainak száma 5501 fő (2023. január 1.). Ciserano Boltiere, Pontirolo Nuovo, Verdello, Arcene és Verdellino községekkel határos.

## Népesség
A település lakossága az elmúlt években az alábbi módon változott:
| Lakosok száma | 5743 | 5696 | 5501 |
|               | 2017 | 2018 | 2023 |